# Kreien
Kreien ist eine Gemeinde im Osten des Landkreises Ludwigslust-Parchim in Mecklenburg-Vorpommern (Deutschland). Sie wird vom Amt Eldenburg Lübz mit Sitz in der Stadt Lübz verwaltet.

## Geografie und Verkehr
Die Gemeinde liegt etwa sechs Kilometer südlich von Lübz, in den Niederungen östlich der Müritz-Elde-Wasserstraße und nördlich des Gehlsbachs. Das Tal des Baches steht unter Naturschutz. Nördlich des Tales befindet sich das Waldgebiet Wilsener Tannen. Höchste Erhebung im Gemeindegebiet ist der Schwarze Berg mit 89,3 m ü. NHN im Waldgebiet Kreiener Tannen im Nordwesten der Gemeinde. Im Norden befindet sich das Waldgebiet Kreiener Holz. Einziger nennenswerter See ist der Dorfsee bei Kreien.

### Ortsteile
- Hof Kreien
- Kolonie Kreien
- Kreien
- Kreien Ausbau
- Wilsen[2]

## Geschichte
Das Gemeindegebiet war schon in der Jungsteinzeit besiedelt, wie aus archäologischen Funden ersichtlich ist.
Kreien wurde 1271 erstmals urkundlich erwähnt. Der Ortsname stammt vom altslawischen kraj für Land ab und bedeutet so ländlicher Ort.
Wilsen wurde als Wilssne 1293 erstmals urkundlich erwähnt. Der Ortsname stammt vermutlich vom altslawischen vlŭg für feucht ab und bedeutet so feuchter Ort.
Die Gemarkung Wilsener Mühle wurde 1939 mit der 8. Durchführungsverordnung zum Gesetz über Groß-Hamburg und andere Gebietsbereinigungen in das Gemeindegebiet eingegliedert; sie hatte zuvor zu Jännersdorf gehört.
Am 1. Juli 1950 wurden die bis dahin eigenständigen Gemeinden Hof Kreien (auch Kreien, Hof) und Wilsen eingegliedert.

## Politik

### Gemeindevertretung und Bürgermeister
Der Gemeinderat besteht (inkl. Bürgermeister) aus 6 Mitgliedern. Die Wahl zum Gemeinderat am 26. Mai 2019 hatte folgende Ergebnisse:
| Partei/Bewerber               | Prozent | Sitze |
| ----------------------------- | ------- | ----- |
| Wählergruppe Kreiener Schweiz | 100,00  | 6     |

Bürgermeister der Gemeinde ist Alexander Leetz, er wurde mit 74,66 % der Stimmen gewählt.

### Wappen, Flagge, Dienstsiegel
Die Gemeinde verfügt seit dem 20. September 2021 über amtlich genehmigte Hoheitszeichen.
Das Wappen der Gemeinde wird wie folgt beschrieben: Über blauem Wellenschildfuß in Gold eine schwarze flügelschlagende Krähe überhöht bogenförmig nach oben von fünf fünfstrahligen blauen Sternen.
Die Flagge der Gemeinde wird wie folgt beschrieben: In der Mitte der asymmetrisch von Blau und Gelb längsgestreiften Flagge der Gemeinde Kreien liegt, 2/3 der Höhe des Flaggentuches einnehmend, das Gemeindewappen. Die Teilungslinie zwischen Blau und Gelb in der Flagge wird vom Wellenschildfuß im Wappen bestimmt. Die Höhe des Flaggentuches verhält sich zur Länge wie 3 zu 5.
Das bis 2021 gültige Dienstsiegel zeigte das kleine Landessiegel mit dem Wappenbild des Landesteils Mecklenburg, einen hersehenden Stierkopf mit abgerissenem Halsfell und Krone, und die Umschrift „GEMEINDE KREIEN“.

## Sehenswürdigkeiten
- Gutshaus Hof Kreien aus dem 18. Jahrhundert
- Dorfkirche in Kreien
- Pfarrhaus Kreien
- Kapelle Wilsen
- Büdnereien
- Hügelgräber

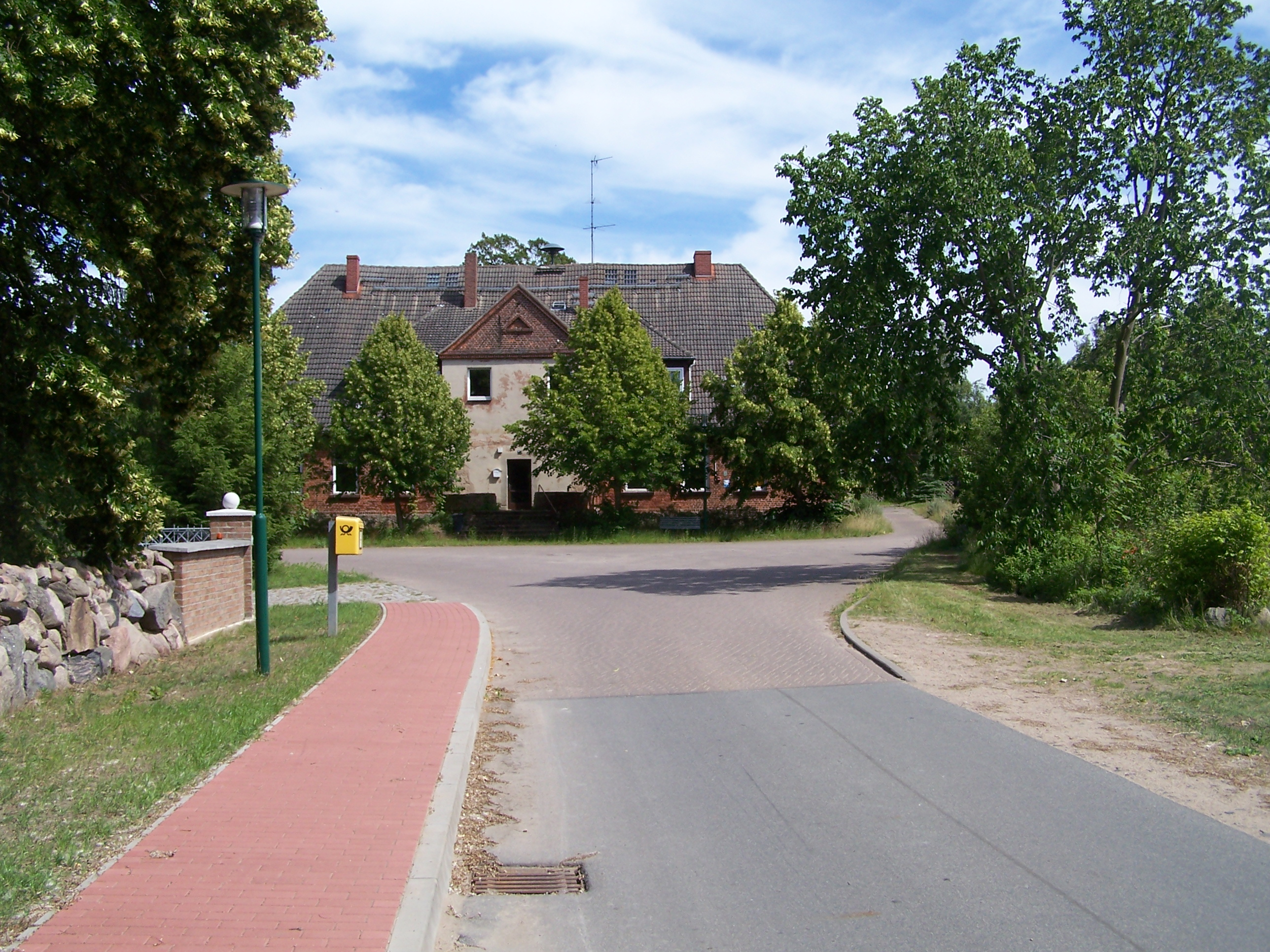
Gutshaus in Hof Kreien
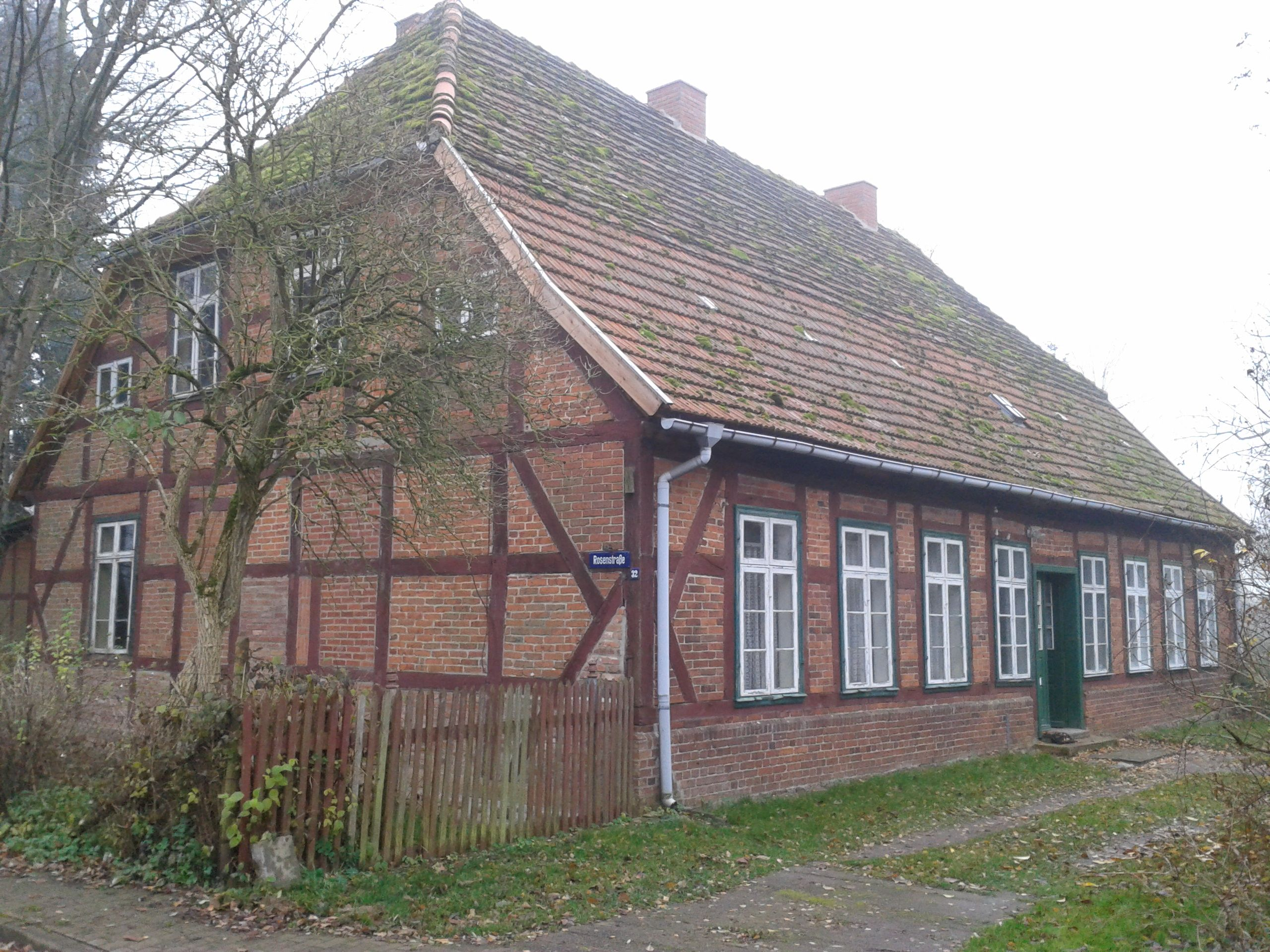
Pfarrhaus Kreien
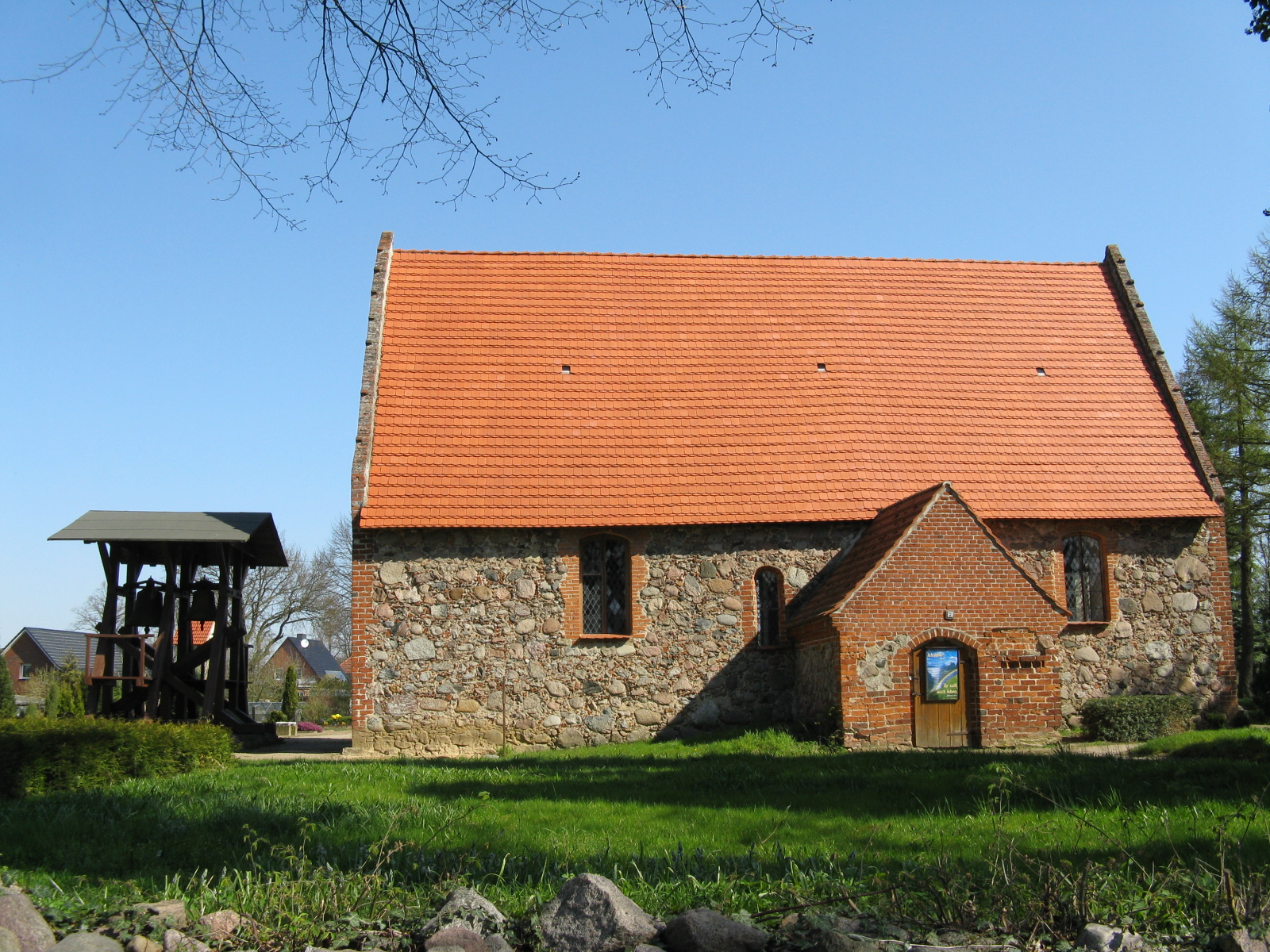
Dorfkirche in Kreien
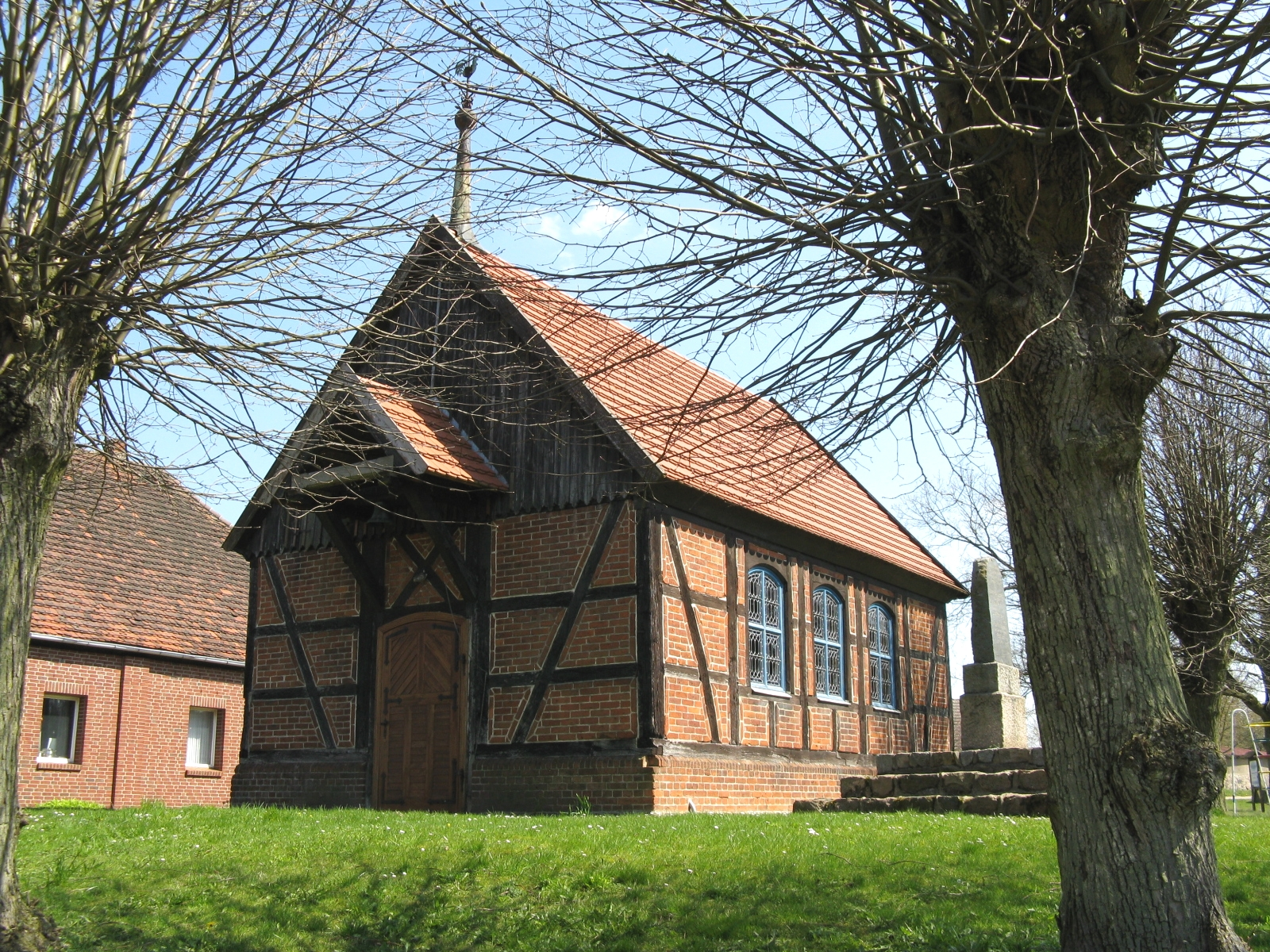
Kapelle in Wilsen

## Söhne und Töchter

### Wilsen
Max Frick (1863–1942), deutscher Jurist und Politiker der DNVP